# Nuoto ai Giochi della XVII Olimpiade - 200 metri rana femminili
La competizione dei 200 metri rana femminili di nuoto ai Giochi della XVII Olimpiade si è svolta nei giorni 26 e 27 agosto 1960 allo stadio Olimpico del Nuoto di Roma.

## Programma
| Data      | Round      | Note                               |
| --------- | ---------- | ---------------------------------- |
| 26 agosto | 4 Batterie | I migliori 8 tempi alle semifinali |
| 27 agosto | Finale     |                                    |

## Risultati

### Batterie
| Pos. | Atleta            | Nazione          | Tempo  | Posizione Finale |
| ---- | ----------------- | ---------------- | ------ | ---------------- |
| 1    | Barbara Göbel     | Germania         | 2'54"2 | 4                |
| 2    | Rosemary Lassig   | Australia        | 2'57"4 | 11               |
| 3    | Yoshiko Takamatsu | Giappone         | 2'57"6 | 12               |
| 4    | Michèle Pialat    | Francia          | 3'02"2 | 19               |
| 5    | Eve Maurer        | Unione Sovietica | 3'03"1 | 22               |
| 6    | Meg Miners        | Rhodesia         | 3'05"2 | 23               |
| 7    | Christl Wöber     | Austria          | 3'09"3 | 25               |
| 8    | Maya Hungerbühler | Svizzera         | 3'10"1 | 27               |

| Pos. | Atleta                  | Nazione          | Tempo  | Posizione Finale |
| ---- | ----------------------- | ---------------- | ------ | ---------------- |
| 1    | Anita Lonsbrough        | Gran Bretagna    | 2'53"3 | 2                |
| 2    | Klára Killermann-Bartos | Ungheria         | 2'58"7 | 13               |
| 3    | Barbro Eriksson         | Svezia           | 2'59"8 | 14               |
| 4    | Amélie Mirkowitch       | Francia          | 3'01"5 | 17               |
| 5    | Christl Filippovits     | Austria          | 3'02"6 | 20               |
| 6    | Ljudmila Korobova       | Unione Sovietica | 3'02"7 | 21               |
| 7    | Luciana Marcellini      | Italia           | 3'09"8 | 26               |

| Pos. | Atleta            | Nazione       | Tempo  | Posizione Finale |
| ---- | ----------------- | ------------- | ------ | ---------------- |
| 1    | Wiltrud Urselmann | Germania      | 2'52"0 | 1                |
| 2    | Gretta Kok        | Paesi Bassi   | 2'55"2 | 5                |
| 3    | Patty Kempner     | Stati Uniti   | 2'55"5 | 6                |
| 4    | Dorrit Kristensen | Danimarca     | 2'56"2 | 7                |
| 5    | Christine Gosden  | Gran Bretagna | 2'56"9 | 9                |
| 6    | Judith McHale     | Canada        | 3'07"7 | 24               |
| 7    | Isabel Castañe    | Spagna        | 3'10"4 | 28               |

| Pos. | Atleta          | Nazione        | Tempo  | Posizione Finale |
| ---- | --------------- | -------------- | ------ | ---------------- |
| 1    | Ada den Haan    | Paesi Bassi    | 2'54"0 | 3                |
| 2    | Anne Warner     | Stati Uniti    | 2'56"3 | 8                |
| 3    | Elena Zennaro   | Italia         | 2'57"0 | 10               |
| 4    | Inge Andersen   | Danimarca      | 2'59"9 | 15               |
| 5    | Janet Hogan     | Australia      | 3'00"3 | 16               |
| 6    | Marta Kadlecová | Cecoslovacchia | 3'01"7 | 18               |
| 7    | Regina Veloso   | Portogallo     | 3'13"3 | 29               |

### Finale
| Pos.    | Atleta            | Nazione       | Tempo  |
| ------- | ----------------- | ------------- | ------ |
| Oro     | Anita Lonsbrough  | Gran Bretagna | 2'49"5 |
| Argento | Wiltrud Urselmann | Germania      | 2'50"0 |
| Bronzo  | Barbara Göbel     | Germania      | 2'53"6 |
| 4       | Ada den Haan      | Paesi Bassi   | 2'54"4 |
| 5       | Gretta Kok        | Paesi Bassi   | 2'54"6 |
| 6       | Anne Warner       | Stati Uniti   | 2'55"4 |
| 7       | Patty Kempner     | Stati Uniti   | 2'55"5 |
| 8       | Dorrit Kristensen | Danimarca     | 2'55"7 |